# Nicola Miceli
Nicola Miceli (Desio, 28 mei 1971) is een Italiaans voormalig wielrenner. Zijn grootste overwinning is die van de 4e etappe in de Ronde van Italië 1998. Dezelfde Giro wordt hij betrapt op het gebruik van doping en uit de ronde gezet.

## Belangrijkste overwinningen
1994
- Ronde van Piemonte

1998
- 4e etappe Ronde van Italië

1999
- 2e etappe Ronde van de Abruzzen
- 9e etappe Ronde van Portugal

## Resultaten in voornaamste wedstrijden
| Jaar | Ronde van Italië | Ronde van Frankrijk | Ronde van Spanje |
| ---- | ---------------- | ------------------- | ---------------- |
| 1994 |                  |                     |                  |
| 1996 | opgave           |                     |                  |
| 1997 | 4e               |                     |                  |
| 1998 | opgave (1)       |                     |                  |
| 1999 | 20e              |                     | 36e              |
| 2000 | opgave           |                     | opgave           |

| Jaar | Milaan-San Remo | Ronde van Vlaanderen | Luik-Bast.‑Luik |
| ---- | --------------- | -------------------- | --------------- |
| 1994 |                 | 60e                  | 62e             |
| 1996 | 114e            |                      |                 |
| 1997 |                 |                      |                 |
| 1998 | 98e             |                      |                 |
| 1999 |                 |                      |                 |
| 2000 |                 |                      |                 |